# Taif Sami Mohammed
Taif Sami Mohammed est une personnalité politique irakienne. Elle exerce le poste de vice-ministre des finances en 2019 tout en occupant simultanément celui de directrice générale du département du budget.  Elle travaille au ministère des finances depuis environ 36 ans, et se trouve en première ligne dans la lutte contre les pratiques de corruption. Elle est connue sous le surnom de « femme de fer ».  Indépendante sur le plan politique, Taif Sami Mohammed joue un rôle essentiel dans la prévention et la dissuasion de la corruption budgétaire en Irak. Elle est titulaire d'une licence en économie de l'université de Bagdad (1985).  Elle est également titulaire d'un diplôme de l'Institut de planification arabe du Koweït, axé sur la planification et le développement.
Elle est distinguée, en 2022, par le département d'État américain et reçoit le Prix international de la femme de courage.